# René La Borderie
Pour les articles homonymes, voir La Borderie.
René La Borderie est un professeur, pédagogue et écrivain français, né le 10 avril 1935 à La Toulzanie (commune de Saint-Martin-Labouval dans le Lot) et mort le 19 août 2011 dans le même village.

## Biographie
René La Borderie est le fils de Gabriel et Félicie La Borderie, agriculteurs à La Toulzanie.
Après l'école communale, il poursuit sa scolarité au petit séminaire de Gourdon puis au lycée Gambetta de Cahors, avant les facultés des lettres de Lyon et Toulouse.
Licencié puis Docteur ès-lettres, il est professeur agrégé d'italien au lycée Montaigne de Bordeaux de 1960 à 1964. 
Nommé à la direction du Centre régional de documentation pédagogique (CRDP) d'Aquitaine en 1964, devenu IPR, René La Borderie crée le principe de l'Initiation à la culture audiovisuelle (ICAV, devenue Initiation à la communication et aux médias, ICOM dans les années 1970) dès son arrivée. 
Directeur de recherches à l'Université Bordeaux II depuis 1983, chef de mission à l'innovation au rectorat de l'Académie de Bordeaux en 1984, René La Borderie est nommé professeur des universités à l'IUFM d'Aquitaine en janvier 1993. Consultant d'organisations internationales pour les problèmes d'éducation, il est considéré comme le précurseur de l'éducation aux médias dans le système éducatif français.
Il est également professeur invité à l'Université de Rome III.
René La Borderie a été membre de la commission nationale française pour l'Unesco (CNFU). 
René La Borderie a assuré après sa retraite la gestion d'un petit domaine viticole dans son château La Ronde au Tourne (Gironde) en premières-côtes-de-bordeaux.
Il est l'époux de Marie-Claude Bietry, sa dernière épouse, elle aussi enseignante et formatrice, auteur d'ouvrages pédagogiques,.
Il a quatre enfants : Véronique La Borderie (Secrétaire Général SACD), Christian La Borderie (professeur à l'université de Pau) , et Luc La Borderie (ingénierie audiovisuelle) avec Geneviève David (enseignante d'italien), sa première épouse, Clélia La Borderie (enseignante d'anglais) avec Marie-Claude Biétry.

## Distinctions honorifiques
- commandeur de l'Ordre national du Mérite.
- officier des Palmes académiques,
- Medaglia culturale d'argento (it) (Italie).

## Publications

### Enseignement de l'italien
- René La Borderie, Gilbert Brunet, Insieme a Venezia, Armand Colin, 1966 (manuel de 1re année)
- René La Borderie, Gilbert Brunet, Suzanne Bava, Da Venezia a Napoli, Armand Colin, 1968 (manuel de 2e année)
- Gilbert Brunet, René La Borderie, Anni '70, Armand Colin, 1976 (manuel de troisième et quatrième années d'italien : classes de seconde et de première)
- René La Borderie, Gilbert Brunet, Novacento, Armand Colin, 1967 (manuel de Terminale et CPGE)

- Gilbert Brunet, René La Borderie, Jean Barrère, Piazzo Duomo, Armand Colin, 1982 (manuel de 1re année)
- Gilbert Brunet, René La Borderie, Livio Maschio, Belli Ciao, Armand Colin, 1990 (manuel de 2e année, exercices)  (ISBN 978-2-20002010-1)
- René La Borderie, Christian Marchand, Italritmi : classe de seconde, Armand Colin, 1981
- René La Borderie, Christian Marchand, Ritmi B : classe de première, Armand Colin, 1982  (ISBN 978-2-20003073-5)

### Pédagogie
- Franc Morandi, René La Borderie, Dictionnaire de pédagogie, 120 notions-clés, 320 entrées, Nathan, 2006  (ISBN 978-2-09-121913-4)
- René La Borderie, Jacques Paty, Éducation et sciences cognitives, Nathan, 2006  (ISBN 978-2-09-121903-5)
- René La Borderie, Lexique de l'éducation, Nathan, 2005  (ISBN 978-2-09-121900-4)
- René La Borderie, Les grands noms de l'éducation, Nathan, 2005  (ISBN 978-2-09-121905-9)
- René La Borderie, Nicolas Sembel, Jacques Paty, Les sciences cognitives en éducation, Nathan, 2000  (ISBN 978-2-09-190935-6)
- René La Borderie, Éducation à l'image et aux médias, Nathan Pédagogie, 1996  (ISBN 978-2-09-177780-1)
  - en italien : Educazione all'immagine e ai media, Armando, 1999  (ISBN 978-887144811-4)
- René La Borderie, 20 facettes du système éducatif, Nathan Pédagogie
- René La Borderie, Le métier d'élève, Hachette, 1999, collection F / Références  (ISBN 978-2-01-018474-1)
- René La Borderie, Aspects de la communication éducative, Casterman, 1979
- René La Borderie, Le Monde des images, Collection Messages, CRDP, Bordeaux 1977

### Pédagogie (direction d'ouvrages collectifs, direction d'édition)
- Nicolas Sembel, Le travail scolaire, Nathan
- Franc Morandi, René La Borderie, Modèles et méthodes en pédagogie, Nathan, 1997  (ISBN 978-2-09-177868-6)
  - en espagnol : Modelos y métodos en pedagogía, Edicial, Buenos Aires, 1997,  (ISBN 978-950506315-4)
- Anne Barrère, Nicolas Sembel, Sociologie de l'éducation, Nathan
- Valérie Kociemba, Aider les élèves en difficulté, enseigner en ZEP, Bordas
- Franc Morandi, Professeur des écoles, le concours, Nathan
- Jean-Luc Chabanne, Les difficultés scolaires d'apprentissage, Nathan
- Nicolas Sembel, Le travail scolaire, Nathan
- Franc Morandi, Pratiques et logiques en pédagogie, Nathan
- Franc Morandi, Philosophie de l'éducation, Nathan
- Franc Morandi, Professeur des écoles, Nathan
- René La Borderie (dir.), L'école du XXIe siècle, Nathan Pédagogie, 2000  (ISBN 978-2-09-121532-7)
- Jean-Noël Foulin, Serge Mouchon, Psychologie de l'éducation, Nathan [Pédagogie]
- Anne Barrère, Nicolas Sembel, Sociologie de l'éducation, Nathan [Pédagogie]
- Aniko Husti, René La Borderie, Changements dans le monde de l'éducation, Hommage à André de Peretti, Nathan Pédagogie
- René La Borderie, Claudine Gerbeau, Des langues vivantes à l'école primaire, Nathan Pédagogie
- Laurence Janot-Bergugnat, Nicole Rascle, Le stress des enseignants, Armand Colin
- Yves Lenoir, Constantin Xypas, Christian Jamet, École et citoyenneté, un défi multiculturel, Armand Colin
- Claire Calderon, Devenir professeur des écoles, Hachette Éducation
- Henri Dieuzeide, Les nouvelles technologies, outils d'enseignement, Nathan Pédagogie
- Guy Gauthier, René La Borderie, Éliane Métais, Pierre Pascal, Les Bandes dessinées, 1970

### Romans
- René La Borderie, Les orties poussent près des maisons, Une enfance sous l'Occupation, roman, Max Chaleil-Presses du Languedoc, 1992  (ISBN 2-84062-004-9)
- René La Borderie, Pardonnez-moi mon père, L'éducation sentimentale d'un séminariste, roman, Presses du Languedoc, 1994  (ISBN 978-2-85998-123-5)